# Milton Katims
Milton Katims (Brooklyn, 24 de junho de 1909 - 27 de fevereiro de 2006) foi um maestro e violinista americano. Foi o Diretor Musical da Orquestra Sinfônica de Seattle por 22 anos (1954 - 1976). Nesse período, acrescentou mais de 75 trabalhos ao repertório da orquestra, fez gravações, premières de novos trabalhos e comandou a orquestra por várias turnês.
Katims nasceu no Brooklyn e educado na Universidade de Columbia. Seu pai era da Rússia e sua mãe do Império Austro-Húngaro. Seu pai mudou o nome da família de Katimsky, alguns anos depois de chegar em Nova Iorque. Katims começou como violinista, mas o violista, maestro e professor Leon Barzin aconselhou-o a ter aulas de viola. Katims tocou com um grande número de conjuntos de música de câmara, incluindo o Quarteto de Piano de Nova Iorque e foi violista do Quarteto de Cordas de Budapeste, com quem colaborou por 15 anos e fez seis gravações, começando em 1941.
Katims lecionou viola na China e em Israel, ensinou em várias faculdades, como a Escola de Música Juilliard, em Nova Iorque, e na Universidade de Washington.
Ele ingressou na Orquestra Sinfônica da NBC em 1943, substituindo o renomado William Primrose na primeira fila da seção. Durante essa década com a orquestra, Katims desenvolveu uma íntima relação com o maestro italiano Arturo Toscanini e tornou-se seu assistente. Ele também usou a batuta que pertenceu a Toscanini. Katims também conduziu orquestras como a Orquestra Filarmônica de Nova Iorque, Orquestra de Filadélfia, Orquestra Sinfônica de Boston, Orquestra Filarmônica de Londres, Orquestra de Cleveland e Orquestra Sinfônica de Montreal.
Ele também organizou uma série de concertos de música de câmara no Hotel Olímpico, com visitas de Isaac Stern (violinista), Leonard Rose (celista) e Leon Fleisher e Claudio Arrau (pianistas).
De 1976 a 1985 serviu como Diretor Artístico da Escola de Musica da Universidade de Houston e em 1966 foi nomeado o Homem do Ano, em Seattle, com seu retrato na lista telefônica.